# Villa Catello-Piccoli
Villa Catello-Piccoli, o Villa Frenna-Scognamiglio, è un edificio residenziale di Napoli ubicato in via Domenico Cimarosa, nei pressi della Floridiana e rappresenta un tardo esempio di Liberty napoletano.
L'edificio venne realizzato nel 1918, come specifica la data sulla targhetta; il progetto è dell'architetto e ingegnere Adolfo Avena coadiuvato dall'ingegnere Gioacchino Luigi Mellucci, che ricavò la villa dalle ristrutturazione e dalle demolizioni di un preesistente complesso edilizio, ottenendo una gradevole disposizione razionale degli interni.
L'esterno assomiglia ad un piccolo fortilizio, poiché il basamento è caratterizzato da bugnato rustico, mentre la facciata laterale è caratterizzata dagli sbalzi del bugnato e, al primo piano, nel settore centrale, si apre una semplice finestra.
Il piano superiore presenta finestre con decorazioni in stucco.
Sulla facciata principale che prospetta lungo l'asse stradale, vi è una grossa apertura in stile catalano, che oggi segna l'ingresso ad un esercizio commerciale, e un balcone con mensola strombata.

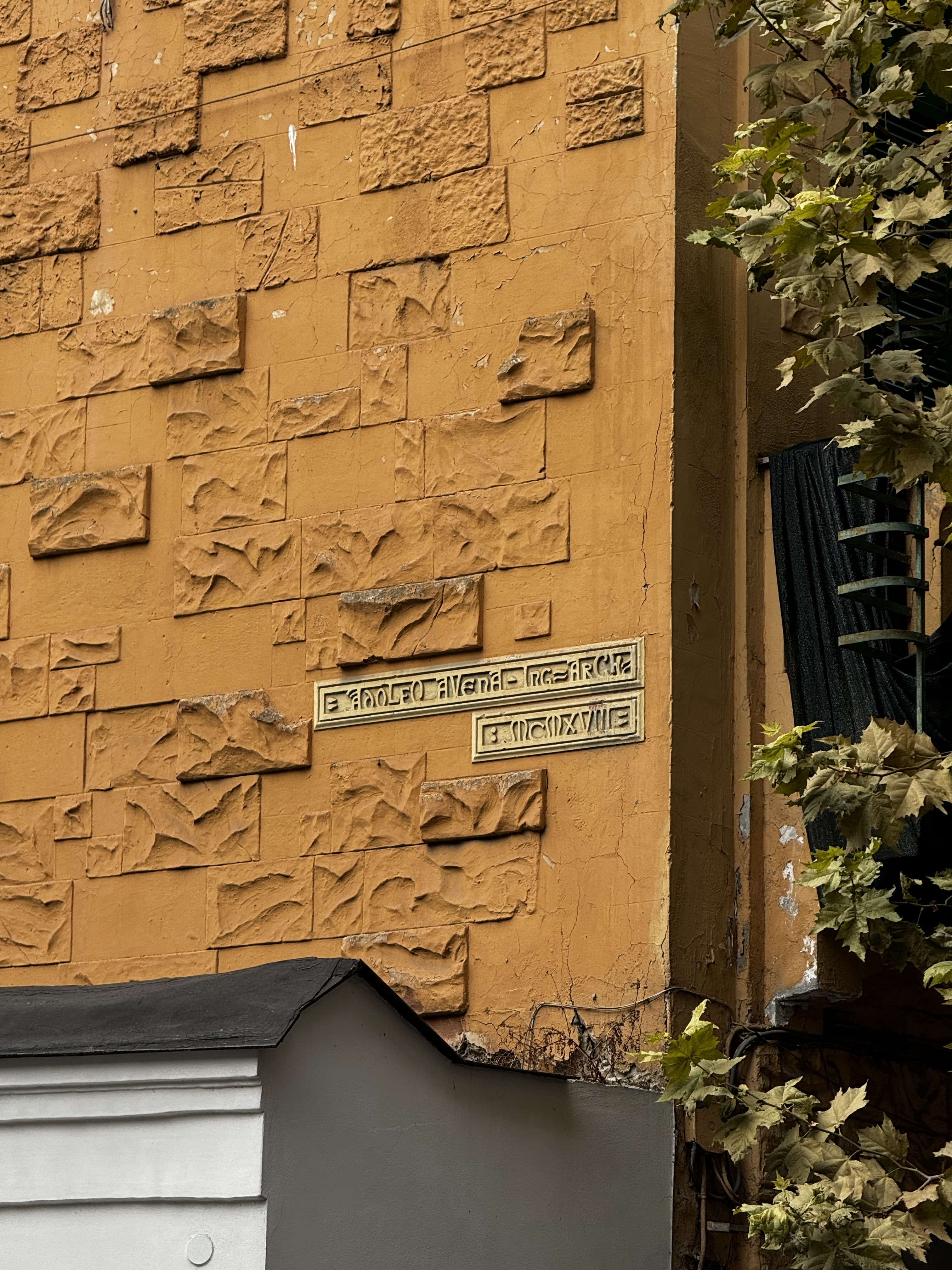
Targa dedicata ad Adolfo Avena vista da via Cimarosa